# Eriogonum arborescens
Eriogonum arborescens là một loài thực vật có hoa trong họ Rau răm. Loài này được Greene mô tả khoa học đầu tiên năm 1884.